# Motte castrale de Villars
La motte castrale de Villars ou poype de Villars est une fortification de terre du Xe siècle qui se dresse sur la commune de Villars-les-Dombes, dans le département de l'Ain, en région Auvergne-Rhône-Alpes. Villars fut le centre d'une seigneurie, puis d'une baronnie, d'un comté et enfin d'un marquisat.
La motte castrale fait l’objet d’un classement au titre des monuments historiques par arrêté du 15 février 1905.

## Situation
La poype de Villars est située dans le département français de l'Ain sur la commune de Villars-les-Dombes. Le tertre artificiel est aujourd'hui au centre de la commune et porte à son sommet les vestiges d’une tour ronde de briques rouges qui daterait de l'an 940.

## Histoire
La poype, avec quelques pans de murs, est le dernier vestige de l'ancien château bâti, au XIe siècle, par les sires de Villars et complètement démantelé, en 1595, par les troupes de Biron, qui s'emparèrent de vive force de la ville, au mois de septembre, la saccagèrent et la pillèrent après avoir massacré les habitants.
Au mois de novembre 1227, Étienne Ier engage des droits de son fief à Humbert de Beaujeu. Ces droits reconnus, en mars 1253, par Béatrix de Faucigny, mère et tutrice d'Humbert III de Thoire-Villars, et seront cédés, le 24 novembre 1327, par Guichard de Beaujeu, au dauphin de Viennois et, en 1337, au comte Édouard de Savoie.
Le 19 octobre 1308, Humbert V de Thoire-Villars prend en fief-lige de Jean, dauphin de Viennois, son château de Villars, dont il donne la jouissance, le 10 avril 1331, à Humbert VI, son fils, en l'émancipant.
Au mois d'octobre 1400, Humbert VIII de Villars, le dernier des sires de Thoire-Villars, petit-fils d'Humbert VI, aliène la seigneurie de Villars et toutes ses dépendances, s'en réservant néanmoins la jouissance jusqu'à sa mort, survenue le 7 mai 1423, au comte Amédée VII de Savoie, qui l'inféode, le 26 juin 1432, en titre de baronnie, puis de comté, à Philippe IV de Lévis-Mirepoix, vicomte de Lautrec (cousin germain d'Humbert VIII, fils de Philippe III de Lévis et d'Eléonore de Thoire-Villars, elle-même sœur d'Humbert VII, fille d'Humbert VI et tante paternelle d'Humbert VIII).
Jean de Lévis, petit-fils de Philippe, la vend, le 1er février 1469, au duc Amédée IX de Savoie. Le 19 novembre 1497, le duc Philibert, l'inféode à son demi-frère René, bâtard de Savoie, sur qui elle fut confisquée quelques années après et donnée, pour partie de son douaire, à Marguerite d'Autriche, veuve de Philibert-le-Beau, duc de Savoie.
Le 14 janvier 1520, René rentre en possession du comté de Villars, qu'il transmet à Honorat, son fils, qui en obtint l'érection en marquisat, le 13 juin 1565. Honorat de Savoie ne laissa qu'une fille, Henriette, mariée en premières noces à Melchior de Lettes des Prés de Montpezat, fils d'Antoine, chevalier, puis à Charles de Lorraine, duc de Mayenne. Henriette mourut en 1611. Emmanuel-Philibert des Prés († vers 1621), son fils du premier lit, recueillit dans sa succession le marquisat de Villars, qu'il donne en mourant à Jacques-Honorat de La Baume, comte de Suze, son neveu. Le 3 septembre 1666, Louis de la Baume, demi-frère consanguin de Jacques-Honorat, évêque de Viviers, passe vente de la terre de Villars à Pierre Perrachon (aussi marquis de Treffort et de Varambon, comte de Varax, sgr. de St-Maurice), conseiller du roi, qui la cède aussitôt, au prix de 109 368 livres, à Antoine de Covet, seigneur de Montribloud (Saint-André-de-Corcy) et de Saint-Barnard.
Des de Covet, elle passe successivement à Claude Perret, conseiller en la chancellerie près le parlement de Dijon, puis en 1733/1734 à Joseph et à Louis-François Julien, ses neveux maternels, et enfin en 1754 à la famille Dugas de Bois Saint-Just de Tramoyes (Louis puis son fils Jean-Louis Dugaz), qui en jouissait en 1789.

## Description
L’intérêt du site est connu depuis le XIXe siècle, date à laquelle des premières fouilles révélèrent l’existence non seulement du château mais aussi d’une église enterrée au cœur même de la motte. En 1902, la poype de Villars est acquise par l’État et classée monument historique en 1905.
À l'origine la motte castrale fut érigée à la périphérie du village qui était à cette époque groupé autour de l'église qui conserve des vestiges d'époque romane. La basse-cour était entouré d'un fossé concentrique à celui de la motte. Comme l'ont démontré les fouilles le tertre a été dressé au-dessus d'un bâtiment du haut Moyen Âge, une grande salle, l'aula. Le bourg s'est quant à lui enfermé dans une enceinte construite durant le XIIIe siècle qui a repris le contour des fortifications de terre de la basse-cour établit près de la motte. En 1988, lorsque le centre inter-universitaire d’histoire et d’archéologie médiévales ouvre le chantier de fouilles, il découvre, enfouie, une église romane complète, datant probablement du XIe siècle. En dégageant l'abside, les archéologues font une autre découverte. Ils mettent au jour une tour carrée couverte d’une voûte en berceau plein cintre, sur laquelle repose l’église. Une datation par le carbone 14 situe la date de construction au Xe siècle. Dans la maçonnerie, on identifiera même des blocs gallo-romains.
Il est à noter que sur la commune s'élevaient trois autres mottes ou poypes : Filioli, détruite vers 1847, la Juyre et Termant.